# Kanton Le Val-d'Ajol
Le Val-d'Ajol is een kanton van het departement Vosges in Frankrijk dat deel uitmaakt van het arrondissement Épinal. Het werd op 22 maart 2015 gevormd, bij toepassing van het decreet van 27 februari 2014, door de samenvoeging van de kantons Bains-les-Bains, Plombières-les-Bains en Xertigny. Op 1 januari 2017 fuseerden Bains-les-Bains, Harsault en Hautmougey tot de commune nouvelle La Vôge-les-Bains waardoor het aantal gemeenten in het kanton afnam van 23 tot 21.

## Gemeenten
Het kanton Le Val-d'Ajol omvat de volgende gemeenten:
- Bellefontaine
- La Chapelle-aux-Bois
- Charmois-l'Orgueilleux
- Le Clerjus
- Dounoux
- Fontenoy-le-Château
- Girmont-Val-d'Ajol
- Grandrupt-de-Bains
- Gruey-lès-Surance
- Hadol
- La Haye
- Montmotier
- Plombières-les-Bains
- Trémonzey
- Uriménil
- Uzemain
- Le Val-d'Ajol
- Vioménil
- La Vôge-les-Bains
- Les Voivres
- Xertigny